# 长足短角蟹
长足短角蟹（学名：Harrovia longipes）为菱蟹科短角蟹属的动物。在中国大陆，分布于南沙群岛等地，生活环境为海水，一般生活于底质为泥质沙的海底。其生存的海拔上限为-94米。该物种的模式产地在南沙群岛。
其种加词“Longipes”意为“长梗的”，“长柄的”。